# Stefano Simoncelli
Stefano Simoncelli (Grottaferrata, 1946. november 12. – Róma, 2013. március 20.) olimpiai ezüstérmes olasz tőrvívó, sportvezető.